# Józef Burniak
Józef Burniak (ur. 21 listopada 1950 w Wykrotach, zm. 17 maja 2018 w Bolesławcu) – polski samorządowiec, od 1998 do 2002 prezydent Bolesławca.

## Życiorys
Syn Piotra i Heleny. Ukończył studia prawnicze na Uniwersytecie Wrocławskim. Był etatowym działaczem Związku Młodzieży Wiejskiej, później pracował w administracji komunalnej. Był m.in. dyrektorem przedsiębiorstwa gospodarki komunalnej i mieszkaniowej, prowadził również własną działalność gospodarczą. W latach 1998–2002 sprawował urząd prezydenta Bolesławca, później od 2003 do 2006 pełnił funkcję dyrektora miejskich wodociągów i kanalizacji.
W bezpośrednich wyborach samorządowych w 2002 i w 2006 bez powodzenia kandydował na prezydenta miasta z ramienia Sojuszu Lewicy Demokratycznej. Uzyskiwał natomiast wówczas mandat radnego rady miejskiej w Bolesławcu.